# Willy Quatuor
Willy Quatuor (* 20. Februar 1937 in Dortmund; † 19. Januar 2017) war ein deutscher Boxer. Er war Europameister der Profis im Leichtgewicht.

## Werdegang
Willy Quatuor wurde bereits im Alter von 18 Jahren nach einer kurzen, im regionalen westdeutschen Bereich aber durchaus erfolgreichen Amateurzeit bei den Faustkämpfern (FK) 27 Dortmund, Berufsboxer. Sein Manager wurde einer der damals in der Bundesrepublik Deutschland wohl bekanntesten Manager, Wolfgang Müller, sein Trainer war Otto Bürger.
Seinen ersten Profikampf bestritt Willy Quatuor am 4. September 1955 in Dortmund und kam dabei zu einem K.o.-Sieg in der 4. Runde über Hermann Lewandowski. Seine nächsten Kämpfe bestritt er vorwiegend im westdeutschen Raum. Am 30. Dezember 1956 musste er in Dortmund gegen den Bochumer Alfred Schweer, einen früheren deutschen Amateurmeister, seine erste Niederlage hinnehmen. Am 11. Januar 1958 gewann er aber in Dortmund im Kampf um die deutsche Meisterschaft im Federgewicht über Alfred Schweer nach 12 Runden nach Punkten.
Willy Quatuor war während seiner ganzen Profizeit immer gezwungen, alle einigermaßen profitablen, aber mit vielen Risiken behafteten, Angebote aus ganz Europa anzunehmen. Der Grund dafür war, dass die Gagen, die damals in Deutschland für Boxer in den unteren Gewichtsklassen (Fliegen-, Bantam-; Feder- u. Leichtgewicht) gezahlt wurden, selbst für Spitzenkönner so gering waren, dass diese Boxer kaum davon leben konnten. Quatuor erging es genau so. Er war ursprünglich Fensterputzer, arbeitete sich aber zum kaufmännischen Angestellten empor und war lange Zeit, neben der Boxerlaufbahn auch als Vertreter tätig.
Der ungemein talentierte, mit einem perfekten Bewegungsgefühl ausgestattete Quatuor, war ein Bruder des deutschen Meisters der Amateure sowie der Profis Werner Mundt. Er schaffte in seiner Karriere in Europa trotzdem den Sprung nach ganz oben und griff sogar nach dem Weltmeistertitel.
Freilich dauerte das noch etwas. Zunächst boxte er am 10. April 1958 in Mailand und am 15. Januar 1960 in Melbourne gegen den italienischstämmigen Australier Aldo Pravisani zweimal unentschieden. Am 8. Januar 1959 musste er allerdings in Rom von Sergio Capriari eine bittere K.-o.-Niederlage in der 4. Runden hinnehmen. In den Jahren 1958 bis 1961 verteidigte er seinen deutschen Meistertitel im Federgewicht gegen Alfred Schweer, Joe Buck, Edgar Basel und Fritz Rings erfolgreich. Am 30. September feierte er in Mailand gegen den Italiener Mario Sitri einen überzeugenden Punktsieg und am 27. Oktober 1961 schlug er in Melbourne in der dritten Begegnung beider Konkurrenten Aldo Pravisani in der 4. Runde KO.
Am 22. Mai 1963 wurde Quatuor in München durch einen KO-Sieg in der 9. Runde über Karl Furcht aus Köln deutscher Meister im Leichtgewicht, nachdem er seinen Federgewichtstitel wegen Gewichtsproblemen freiwillig niedergelegt hatte. Am 8. Mai 1964 kämpfte er dann in Berlin gegen den Italiener Michele Gullotti um den vakanten Europameistertitel im Leichtgewicht und siegte dabei in der 14. Runde durch K. o. Nach fast neun Jahren Profizeit war er endlich Europameister geworden.
Am 27. März 1965 erzielte Quatuor in Dortmund in einem Nichttitelkampf gegen den starken Finnen Olli Mäki ein bemerkenswerter Punktsieg und am 26. Dezember 1965 gelang ihm in Berlin mit einem Punktsieg über den Spanier Juan Albornez eine weitere Titelverteidigung. Auch am 18. Mai 1966 verteidigte er in Arezzo in Italien gegen Piero Brandi seinen Titel erfolgreich durch einen K.-o.-Sieg in der 8. Runde.
Am 16. November 1967 erhielt Quatuor dann die Chance in Tokio gegen den US-Amerikaner japanischer Herkunft Paul Fuji um die Weltmeistertitel der WBC und der WBA im Leichtgewicht zu boxen. Leider hatte er in diesem Kampf großes Pech, denn nach ausgeglichenem Verlauf erlitt er in der 4. Runde durch einen Kopfstoß Fujis eine klaffende Augenbrauenverletzung, wegen der er nicht mehr weiterboxen konnte. Fuji blieb dadurch Weltmeister.
1968 legte Quatuor den Europameistertitel und den deutschen Meistertitel im Leichtgewicht wegen erneuter Gewichtsprobleme nieder. Am 8. März 1968 gewann er aber in Köln über Klaus Klein nach 12 Runden nach Punkten und wurde damit deutscher Meister im Weltergewicht. Am 24. Januar 1969 versuchte er dann in Rom gegen Bruno Arcari auch Europameister im Weltergewicht zu werden. Das Ende des Kampfes in der 7. Runde war dramatisch und umstritten, denn Quatuor wurde in dieser Runde nach einem verbotenen Genickschlag Arcaris, den der Ringrichter ignorierte, ausgezählt. Alle Proteste Quatuors und seines Managers Wolfgang Müller nützten nichts. Die EBU erklärte das Ergebnis für rechtmäßig und bestätigte Bruno Arcari als Europameister.
Seinen letzten Kampf bestritt Quatuor am 4. Juni 1970 in Kopenhagen, den er gegen den Dänen Börge Krogh nach Punkten verlor.
Trotz seiner gelungenen Karriere wurde Quatuor nicht durch das Boxen reich, hätte er seine Erfolge als Schwergewichtler erzielt, wäre er auch finanziell ein gemachter Mann gewesen.

## Nach dem Boxen
Willy Quatuor arbeitete nach dem Boxen weiterhin als Vertreter. Viele Jahre lang trainierte er die Amateurboxer des BC Viktoria Dortmund, die sehr erfolgreich in der deutschen Bundesliga kämpften. Noch als über 60-jähriger trainierte er einmal in der Woche mit seinen alten Dortmunder Boxfreunden wie Rolf Peters u. v. a. in den Katakomben der Dortmunder Westfalenhalle.

## Sonstiges
Willy Quatuor war der Bruder von Werner Mundt, wobei letzterer den Namen des im Kriege gefallenen Vaters, sein um zwei Jahre älterer Bruder den Geburtsnamen seiner Mutter trägt.